# Svenska akademien
Svenska Akademien este o trupă de reggae suedeză formată in 1999 de Carl-Martin Vikingsson, Simon Vikokel și Kristoffer Hellman. Ivan Olausson-Klatil alias "General Knas" vocalistul trupei Svenska Akademien lanseaza un album solo in iunie 2006: "Äntligen har rika människor fått det bättre" iar Carl-Martin Vikingsson lansează de asemenea un album solo numit "Sture Alléns Dansorkester"
Deși unii consideră ca muzica lor are un mesaj de stânga (ideologie politica socialistă) și de politică verde(ideologie ce pune accent pe mediul înconjurător si pe ecologie), ei au declarat pe site-ul lor oficial că "Svenska Akademien nu are o ideologie proprie, sau un fel de manifest promovat de catre membrii trupei."

## Discografie
- 2001 Snapphaneklanen (EP)
- 2002 Med anledning av
- 2004 Tändstickor för mörkrädda
- 2005 Resa sig opp
- 2005 Upphovsmännen till den skånska raggan (album de compilații)
- 2007 Gör det ändå!

### Single-uri
- 2001 Snapphaneklanen
- 2002 Rötter
- 2004 Psalm för mörkrädda
- 2005 Du vill så du kan
- 2007 Vakna

## Membri
- Kenneth Björklund
- Ivan Olausson-Klatil alias General Knas
- Agnes Olsson
- Johan Pettersson alias Räven
- Lars Thörnblom
- Carl-Martin Vikingsson alias Sture Allén d.y.
- Simon Vikokel alias Don Cho